# Pierre Bouvenot
Pierre Bouvenot est un homme politique français né le 12 mars 1748 à Arbois (Jura) et mort le 15 novembre 1833 à Vadans (Jura).

## Biographie
Homme de loi, président du département du Doubs, il est député du Doubs de 1791 à 1792, il siège avec les modérés. Considéré comme suspect en 1794, il est destitué de ses fonctions administratives et traduit devant le tribunal révolutionnaire. Il est acquitté le 24 messidor an II. Il est président du tribunal civil d'Arbois en 1800. Révoqué en 1815, il est nommé président du tribunal civil de Lons-le-Saunier en 1820.

## Sources
- « Pierre Bouvenot », dans Adolphe Robert et Gaston Cougny, Dictionnaire des parlementaires français, Edgar Bourloton, 1889-1891 [détail de l’édition]